# Goran Đorović
Goran Đorović (en serbio: Гopaн Ђopoвић) (Pristina, Yugoslavia, 11 de noviembre de 1971) es un exfutbolista nacido en la antigua Yugoslavia que se desempeñaba como defensa y centrocampista.

## Clubes
| Club                      | País                | Año       | Partidos | Goles |
| KF Prishtina              | Yugoslavia          | 1989-1993 | 97       | 4     |
| Estrella Roja de Belgrado | Serbia y Montenegro | 1993-1997 | 100      | 2     |
| RC Celta de Vigo          | España              | 1997-2001 | 100      | 5     |
| RC Deportivo de La Coruña | España              | 2001-2003 | 11       | 0     |
| Elche CF                  | España              | 2003-2004 | 15       | 0     |

## Palmarés

### Campeonatos internacionales
| Título                    | Club          | Región | Año  |
| ------------------------- | ------------- | ------ | ---- |
| Copa Intertoto de la UEFA | Celta de Vigo | Europa | 2000 |
| Copa del Rey              | Deportivo     | Europa | 2002 |
| Supercopa de España       | Deportivo     | Europa | 2002 |

- Datos: Q2333250